# Holosiejivska
Holosiejivska (Oekraïens: Голосіївська) is een station van de metro van Kiev dat op 15 december 2010 is geopend.